# Robert Fachard
Robert Fachard, né le 25 juin 1921 dans le 5e arrondissement de Paris et mort le 22 août 2012 à Meudon, est un sculpteur français. Fils d'une famille de tailleurs de pierre et de sculpteurs installée à Meudon depuis 1850, sa vie professionnelle débute en 1938 à Paris dans l'aéronautique et se poursuit à Toulouse de 1941 à 1960.

## Biographie
Robert Fachard naît le 25 juin 1921 à Paris.
C'est à Toulouse que, parallèlement à son activité professionnelle, Robert Fachard commence sa formation artistique avec la sculpture. Il dispose d'un petit atelier et suit de 1941 à 1946 les cours de dessin à l'École des Beaux-Arts de la ville. Il y crée un groupe d'art abstrait avec ses amis André Marfaing, Jacques Fauché, Pierre Igon et François Jousselin. Il fréquente également à Paris, lors de déplacements professionnels, l'académie de la Grande Chaumière.
En 1950, il rencontre à Paris le sculpteur Henri Laurens. En 1960, il revient définitivement à Meudon et démissionne en 1961 de l'aéronautique pour se consacrer entièrement à la sculpture. En 1964, il commence à Meudon la construction de sa villa-atelier où il meurt le 22 août 2012.

## Sculptures
- 1961 : Lourdes, Centre d’apprentissage féminin
- 1962 : Valenciennes, C.E.T.
- 1962 : Hesdin, Groupe scolaire (maternelle)
- 1964 : Toulouse, Restaurant Universitaire Notre-Dame
- 1964 : Lievin, Collège d’Enseignement Général
- 1965 : Béthune, Groupe Scolaire Saint Pry
- 1966 : Reims, C.E.T. Neufchatel
- 1966 : Aubenas, Lycée Municipal de Jeunes Filles
- 1967 : Arras, C.E.T.
- 1967 : Chevilly-Larue, C.E.S.
- 1967 : Stenay, Collège d’Enseignement Général
- 1967 : Iwuy, Collège d’Enseignement Général
- 1967 : Privas, Archives Départementales
- 1968 : Reims, Groupe Scolaire Roger Salengro
- 1968 : Aubenas, Cité Technique
- 1968 : Privas, Sécurité Sociale
- 1969 : Marcq-en-Barœul, C.E.T.
- 1969 : Vitry-le-François, Cité Technique
- 1969 : Douchy-les-Mines, Groupe Scolaire Henry Barbusse
- 1969 : Toulouse, École Supérieure de l’Aéronautique
- 1969 : Soissons, Cité Technique
- 1969 : Gray, C.E.S.
- 1970 : Lagny, C.E.S.
- 1971 : Morteau, C.E.S.
- 1971 : Saint-Venant, C.E.S.
- 1972 : Charmes, C.E.S
- 1972 : Chalon-sur-Saône, C.E.S. Saint Jean des Vignes
- 1972 : Bruay-en-Artois, C.E.S.
- 1972 : Saint-Sébastien-sur-Loire, C.E.T.
- 1972 : Charleville-Mézières, Groupe Scolaire Mohon
- 1973 : Carhaix, Lycée et Centre d’Enseignement Technique
- 1974 : Charleville-Mézières, C.E.S. Ronde Couture
- 1974 : Brétigny-sur-Orge, C.E.S.
- 1974 : Wattrelos, Groupe Scolaire La Martinoire
- 1975 : Chalon-sur-Saône, C.E.S. Saint Rémy
- 1975 : Saint-Dié-des-Vosges, C.E.S. Souhait
- 1975 : Paris 15, C.E.S. Émile Zola
- 1975 : Perpignan, Groupe Scolaire Saint Assiscle
- 1976 : Saint Vallier, C.E.S.
- 1976 : Moncenis, Collège des Epontots
- 1976 : Nantes, École Nationale Professionnelle
- 1976 : Reims, C.E.S. Croix-Rouge
- 1977 : Grande-Synthe, C.E.T.
- 1978 : Saint-Sébastien-sur-Loire, École Maternelle
- 1979 : Brest, Centre d'Instruction Naval
- 1980 : Saint-Germain-des-Fossés, C.E.G.
- 1981 : Roanne, Caserne de la Gendarmerie
- 1981 : Reims, Lycée Libergier
- 1982 : Reims, Cour d’Appel
- 1982 : Gagny, Lycée Technique
- 1989 : Paris 10, L.E.T. Clément Ader

### Filmographie
- 1968 : Robert Fachard, court métrage de Philipe Bordier, 16 mm, 13 minutes